# Zwiebelkuchen
La Zwiebelkuchen (letteralmente: "torta di cipolle") è una torta salata preparata con cipolle cotte, pancetta a cubetti, panna e semi di cumino su un impasto lievitato o a base di lievito. La ricetta è particolarmente popolare nelle regioni vinicole tedesche dell'Assia Renana, della Renania-Palatinato, Franconia, Baden-Württemberg e Svevia.
Una torta salata simile, chiamata Flammkuchen è altresì diffusa in Alsazia, così come la Zibelechueche, una variante della quiche, in Svizzera, tradizionalmente preparata a Basilea durante il periodo di carnevale e a Berna durante il Zibelemärit (mercato delle cipolle) a novembre.